# Jan Jiři Abersbach
Jan Jiři Abersbach (auch Johann Georg Abersbach;* 1654 in Freudenthal; † 1704) war ein böhmischer Priester und Komponist.

## Leben
Jan Jiři Abersbach studierte 1667 in Olmütz Philosophie und wurde Priester. In den folgenden Jahren komponierte er Kirchenmusik, von der einige Werke vor allem aus den 1670er Jahren erhalten sind.

## Werke (Auswahl)
- Zwei geistliche Lieder für vier Stimmen (Sopran, Alt, Tenor, Bass) und Basso ripieno RISM ID: 1001146211
  - Te splendor et virtus Patris RISM ID: 1001146214
  - Sub tuum praesidium RISM ID: 1001146215
- Ubicunque fuerit corpus in C-Dur, Offertorium De Festo Sacratissimi Corporis Christi für zwei Soprane, Alt, Tenor, Bass, zwei Clarini, Altposaune, Tenorposaune und Bassposaune, 1673 (?) RISM ID: 550000491
- Septem Hymni De Beata Virgine Maria RISM ID: 300511926 Die Universitätsbibliothek Warschau besitzt ein Manuskript mit sechs Werken für Chor und Orchester von Jan Jiři Abersbach: Septem Hymnia De Beata Virgine Maria. De Beata Jungfrau Maria. Die Besetzungsliste führt folgende Stimmen auf: Sopran, Alt, Tenor, Bass, zwei Violinen, Viola (Alt), Viola (Tenor), Posaune (Bass) und Orgel.[2]
  - Hymnus I (komponiert von Jan Antonín Vrba): Salve mundi domina in A-Dur für Chor (Sopran, Alt, Tenor, Bass), Streicher (Zwei Violinen, Altviola, Tenorviola), Bassposaune und Orgel, Abschrift von Georg Christian Jehlig vom 5. Oktober 1677. RISM ID: 300511933
  - Hymnus II: Salve virgo sapiens für Sopran, Streicher (Zwei Violinen, Altviola, Tenorviola), Bassposaune und Orgel, Abschrift von Georg Christian Jehlig vom 5. Oktober 1677. RISM ID: 300511928
  - Hymnus III: Salve arca foederis in C-Dur für Chor (Sopran, Alt, Tenor, Bass), Streicher (Zwei Violinen, Altviola, Tenorviola), Bassposaune und Orgel, Abschrift von Georg Christian Jehlig vom 5. Oktober 1677. RISM ID: 300511929
  - Hymnus IV: Salve virgo puerpera in d-moll für Bass, Streicher (Zwei Violinen, Altviola, Tenorviola), Bassposaune und Orgel, Abschrift von Georg Christian Jehlig vom 5. Oktober 1677. RISM ID: 300511930
  - Hymnus V: Salve urbs refugii turrisque munita David für vier Stimmen (Sopran, Alt, Tenor, Bass), Orchester (Zwei Violinen, Altviola, Tenorviola, Altposaune, Tenorposaune, Bassposaune) und Orgel,  Abschrift von Georg Christian Jehlig vom 5. Oktober 1677 RISM ID: 300511931
  - Hymnus VI: Salve horologium in F-Dur für Alt, Streicher (Zwei Violinen, Altviola, Tenorviola), Bassposaune und Orgel, Abschrift von Georg Christian Jehlig vom 5. Oktober 1677. RISM ID: 300511932 Abschrift von 1699 RISM ID: 300511891
  - Hymnus VII: Salve virgo florens mater illibata in G-Dur für Chor (Sopran, Alt, Tenor, Bass), Streicher (Zwei Violinen, Altviola, Tenorviola), Bassposaune und Orgel, Abschrift von Georg Christian Jehlig vom 5. Oktober 1677. RISM ID: 300511933
- Litanie Beatae Mariae Virginis in D-Dur für Chor  (Sopran, Alt, Tenor, Bass), zwei Violinen, drei Posaunen und Orgel, Abschrift von 1681 RISM ID: 300510718
- Salve pater salvatoris in D-Dur, Hymnodia De Sancto Iosepho Chri. Nutritio für Chor (Sopran, Alt, Tenor, Bass) und Orchester (Zwei Violinen, Altviola, Tenorviola, Bassviola, Altposaune, Tenorposaune, Bassposaune), 19. Januar 1674, Abschrift aus dem Jahr 1674 RISM ID: 550264000